# Colpo di fulmine (film 1985)
Colpo di fulmine è un film italiano del 1985 diretto da Marco Risi.

## Trama

Vanessa Gravina in uno scatto di scena sul set del film

Alla soglia dei trent'anni Carlo è un ragazzo cronico e complessato, in piena crisi esistenziale, lasciato da Silvia per un uomo più maturo e sicuro di sé e licenziato da un lavoro che per giunta non ha mai amato. Arrivato al limite della sopportazione, decide di cambiare aria per un po' e, accettando l'invito del suo vecchio amico Massimo, lascia Roma per passare qualche settimana a Venezia, città dove l'uomo si è rifatto una vita. Anche Massimo ha alle spalle una storia fallimentare, dalla quale però è nata Giulia, la sua bambina undicenne.
Carlo non vede la figlia dell'amico da qualche anno, e quando la reincontra ne resta, stranamente, colpito. Anche la ragazzina mostra subito una forte simpatia nei confronti del giovane amico del padre, dal carattere molto diverso rispetto agli adulti che lei conosce. Il tempo trascorso in Laguna porta presto Carlo a dimenticare l'ex fidanzata, mentre gli impegni dei suoi genitori fanno sì che Giulia finisca per passare gran parte delle giornate proprio in compagnia di Carlo: l'animo adolescenziale di lui, a tratti infantile, e il carattere di lei, una bambina decisamente precoce rispetto alla sua giovane età, fanno sì che tra i due scocchi un impronosticabile "colpo di fulmine". Pur trattandosi solo di un innamoramento platonico, assurdo quanto puerile, Giulia è eccitata dalla cosa poiché questo è il suo primo vero amore, mentre al contrario Carlo è sconvolto dal fatto di essersi infatuato di una bambina, perdipiù figlia del suo migliore amico.
Decide lo stesso di confessare tutto a Massimo, che non la prende bene. Ciononostante, Carlo e Giulia continuano a frequentarsi, vivendo una bizzarra "relazione" che è un po' più di un'amicizia, un po' meno di un amore, ma col passare del tempo emergono giocoforza tutte le differenze che separano un adulto da una bambina. Un semplice litigio dopo un dispetto di Giulia si rivela sufficiente per mettere a nudo l'assurdità dello stato delle cose, scrivendo la parola fine su questa improbabile situazione. Giulia sceglie così di accettare la corte di un suo compagno di classe, mentre Carlo sembra comunque uscire maturato come persona da questa "avventura" veneziana.

## Produzione
Nel suo libro Una vita da libidine Jerry Calà scrisse a proposito del film e del regista Marco Risi: «Voleva evitare paragoni con il padre Dino. La commedia gli stava stretta. [...] L'occasione venne con Un ragazzo e una ragazza, e poi ci spingemmo ancora più in là, nel 1985, con Colpo di fulmine, un film che trattava con molta delicatezza un tema che in altre mani sarebbe diventato scabroso: L'innamoramento di un'undicenne (Vanessa Gravina, ai tempi una bambina) per un adulto, ossia io».
Il film fu girato tra Roma e dintorni, compreso il lago di Bracciano e l'omonima stazione meteorologica, e Venezia. Le riprese nella città lagunare, le più corpose della pellicola, ruotano intorno al Campo Santa Maria Formosa e sfruttano sia luoghi-simbolo veneziani quali palazzo Dandolo in riva degli Schiavoni, sede dell'Hotel Danieli, il Caffè Florian e l'Hotel Bauer Palazzo oltreché l'Hotel Excelsior al Lido, sia ambienti meno conosciuti come l'Istituto Canossiano Maria Immacolata e il palazzo Querini Stampalia, usati rispettivamente per la scuola e la palestra di scherma frequentate da Giulia.

## Riconoscimenti
- 1986 – Nastro d'argento
  - Candidatura alla migliore attrice esordiente a Vanessa Gravina
- 1986 – Ciak d'oro
  - Candidatura alla migliore sceneggiatura a Massimo Franciosa e Marco Risi